# Las Limas, Cotaxtla
Las Limas är en ort i Mexiko.   Den ligger i kommunen Cotaxtla och delstaten Veracruz, i den sydöstra delen av landet, 300 km öster om huvudstaden Mexico City. Las Limas ligger 66 meter över havet och antalet invånare är 173.
Terrängen runt Las Limas är platt. Runt Las Limas är det ganska tätbefolkat, med 65 invånare per kvadratkilometer. Närmaste större samhälle är Cotaxtla, 2,5 km väster om Las Limas. Omgivningarna runt Las Limas är en mosaik av jordbruksmark och naturlig växtlighet.